# Боим, Соломон Самсонович
Соломон Самсонович Боим (1899—1978) — советский художник, график, акварелист, педагог, профессор живописи Московского художественного училища.

## Биография
Соломон Самсонович Боим родился 14 (26) ноября 1899 года в городе Дмитриев-на-Свапе (ныне Дмитриев, Курская область) в семье переплётчика.
В 1911 году поступил в Дмитриевское реальное училище, где на его художественное развитие оказал большое влияние преподаватель рисования Генрих Генрихович Теснер, выпускник петербургской Академии художеств. В 1917 году он окончил с отличием полный курс училища по основному отделению и в 1918 году поступил в Харьковское художественное училище.
В 1919 году был мобилизован в РККА, участвовал в боях под Орлом, далее был откомандирован в отдельную бригаду по формированию бронепоездов и десантных отрядов, где служил до конца Гражданской войны.
После демобилизации, учился на графическом факультете Вхутемаса (впоследствии Вхутеина) в Москве (1922—1929) у Н. Н. Купреянова, П. И. Львова и П. В. Митурича. В качестве дипломной работы выполнил серию цветных автолитографий «Деревня». В 1926 году участвовал в первой выставке графики в Москве.
С 1929 иллюстрировал книги, выпускаемые «Детгизом» и другими издательствами, создавал произведения станковой графики на актуальные в то время историко-идеологические темы.
Участвовал в Международной выставке «Искусство книги» в Париже и Лионе в (1931—1932)
В 1932 году становится членом МОСХ и СХ СССР.
В том же 1932 году участвовал в выставке советского искусства в Кенигсберге.
Участвовал юбилейных выставках «Художники РСФСР за XV лет» в Ленинграде и Москве, (1932—1934)
С 1937 года по 1941 год преподавал рисунок в студии ВЦСПС.
В 1938 году у него родился сын, Александр.
С 1939 года по 1941 год преподавал акварель и литографию в МГАХИ имени В. И .Сурикова.
В 1940 году участвовал в выставке графики на тему истории ВКП(б) в Москве. Участвовал в выставке советской графики в Нью-Йорке.
С началом Великой Отечественной войны, в 1941 году получил назначение в Кронштадтский дом Военно-Морского Флота где возглавлял работу по наглядной агитации.
В 1942 году откомандирован в газету «Красный Балтийский флот» в Ленинграде.
С 1943 года по 1945 год старший художник Политического управления Балтийского флота, в звании капитан административной службы.
В 1944 году прошла его персональная выставка в Москве, где была показана серия литографий «Ленинград в блокаде» (1942—1943).
С 1946 года по 1948 год преподавал в Московском областном художественном педагогическом училище памяти 1905 года.
С 1946 года по 1978 год участвовал во всесоюзных художественных выставках.
В 1978 году в Москве прошла его персональная выставка.
Умер 6 апреля 1978 года в Москве. Урна с прахом захоронена в колумбарии Введенского кладбища (секция 5А).

## Работы находятся в коллекциях
Произведения Соломона Самсоновича находятся во многих музейных собраниях, как то: ГТГ, ГРМ, ГМИИ имени А. С. Пушкина, Музее ВОВ в Москве, Музее Истории Ленинграда, большое количество произведений Бойма находится в Картинной галерее города Красноармейска. На родине художника, в Дмитриевском краеведческом музее им. А. Ф. Вангенгейма хранится его картина «Казнь партизанки Веры Терещенко». Также много работ находится в других государственных и частных собраниях в России и во многих зарубежных странах.

## Награды и премии
- орден Красной Звезды (14.02.1944)
- Медаль «За оборону Ленинграда» (06.1943)
- Медаль «За Победу над Германией в Великой Отечественной войне 1941-1945 гг.» (03.11.1945)

## Семья
Дети художника, Рахиль Соломоновна Боим (1928—2018) и Александр Соломонович Боим (1938—2015), пошли по стопам отца, стали художниками.